# Crossostylis parksii
Crossostylis parksii är en tvåhjärtbladig växtart som först beskrevs av John Wynn Gillespie, och fick sitt nu gällande namn av Albert Charles Smith. Crossostylis parksii ingår i släktet Crossostylis, och familjen Rhizophoraceae. Inga underarter finns listade i Catalogue of Life.